# Nuevo Progreso (Oaxaca)
Nuevo Progreso es una comunidad en el Municipio de Matías Romero Avendaño en el estado de Oaxaca. Nuevo Progreso está a 117 metros de altitud. 

## Geografía
Está ubicada a 17° 4' 54.48" latitud norte y 95° 1' 48.36" longitud oeste.

## Población
Según el censo de población de INEGI del 2010: la comunidad cuenta con una población total de 748 habitantes, de los cuales 396 son mujeres y 352 son hombres. Del total de la población 36 personas hablan alguna lengua indígena.

## Ocupación
El total de la población económicamente activa es de 214 habitantes, de los cuales 192 son hombres y 22 son mujeres.